# سوني بورغس
سوني بورغس (بالإنجليزية: Sonny Burgess)‏ هو موسيقي ومغني وعازف قيثارة وكاتب أغاني أمريكي، ولد في 28 مايو 1931 في أركنساس في الولايات المتحدة، وتوفي في 18 أغسطس 2017 في ليتل روك في الولايات المتحدة.

## وصلات خارجية
- الموقع الرسمي
- سوني بورغس على موقع IMDb (الإنجليزية)
- سوني بورغس على موقع ميوزك برينز (الإنجليزية)
- سوني بورغس على موقع أول ميوزيك (الإنجليزية)
- سوني بورغس على موقع ديسكوغز (الإنجليزية)